# Sławomir Smater
Sławomir Zbigniew Smater (ur. 7 lipca 1960) – polski zawodnik i trener judo, absolwent Warszawskiej AWF.

## Zawodnik
Srebrny Medalista Mistrzostw Polski Juniorów w 1979 w kat. 60 kg dla Gwardii Warszawy.

## Trener
Trener IV danu w Instytucie Kodokan Judo w Japonii od 2000 oraz V danu Polskiego Związku Judo. Trener trzech Olimpijczyków: Jarosław Lewak, Francesco Lepre oraz Grzegorz Eitel. Do grona wychowanków należą także Inga Kołodziej Gołaszewska, Marek Kręcielewski, Paweł Sitarski, Kamil Sułek, Grzegorz Trędowski, Krzysztof Trzebiatowski. Jego zawodnicy zdobyli ponad 100 medali na Mistrzostwach Polski, 15 medali na Mistrzostwach Europy i Świata. Od roku 2020 trener polskiej kadry narodowej w judo kata.

## Odznaczenia i wyróżnienia
- Srebrny Krzyż Zasługi (1998)[2]
- Złoty Krzyż Zasługi (2002)[3]
- Medal PZJ
- Zasłużony Działacz Kultury Fizycznej
- nagrody MEN[4]